# Joep Leerssen
Joseph Theodoor (Joep) Leerssen (Leiden, 12 juni 1955) is een Nederlands literatuurwetenschapper en historicus, hij is nationalisme-expert en hoogleraar Europese Studies aan de Universiteit van Amsterdam.

## Levensloop
Drie jaar na zijn geboorte verhuisde het gezin Leerssen naar Zuid-Limburg. Hij groeide op in Maastricht en Mheer. Na zijn schooljaren aan het Henric van Veldekecollege te Maastricht studeerde hij vergelijkende literatuurwetenschap en Engels aan de Rheinisch-Westfälische Technische Hochschule in Aken. In die tijd begon hij ook aan een studie fluit aan het Conservatorium Maastricht. Na zijn afstuderen in Aken ging hij naar Ierland voor een promotiestudie in Anglo-Irish Studies aan het University College te Dublin. Daar voltooide hij ook zijn conservatoriumstudie. Hij was tijdens zijn promotieonderzoek twee jaar werkzaam als beroepsmusicus. In 1986 promoveerde Leerssen cum laude aan de Universiteit van Utrecht op het proefschrift Mere Irish and Fíor-Ghael over de nationale literaire ontwikkeling van Ierland in de periode voorafgaand aan de 19e eeuw. Van 1991 tot zijn emeritaat in 2022 was hij hoogleraar Moderne Europese Letterkunde aan de Universiteit van Amsterdam. Van 1995 tot 2006 was Leerssen bovendien directeur van het Huizinga Instituut (Landelijke Onderzoekschool voor Cultuurgeschiedenis). In 2003 was hij gasthoogleraar aan Harvard University. Sindsdien heeft hij gastonderzoekerschappen waargenomen in Cambridge (Magdalene College, 2008), Göttingen (2012) en de École normale supérieure (Parijs) (2015). In 2020 kreeg hij een deeltijds-aanstelling als onderzoekhoogleraar aan de Universiteit Maastricht en Tracé_-_Limburgs_Samenlevingsarchief.
In 2008 ontving Leerssen de Spinozapremie. In 2009 werd hij erelid van de Royal Irish Academy. In 2010 werd hij door de Koninklijke Nederlandse Akademie van Wetenschappen benoemd tot Akademiehoogleraar. Leerssen kreeg in 2015 de Dr. Wijnaendts Francken-prijs toegekend voor zijn boek Spiegelpaleis Europa. In 2020 kreeg hij de Madame de Staël Prize van ALLEA, het consortium van Eurooese wetenschapsakademies.
Joep Leerssen is getrouwd en heeft twee kinderen.

## Publicaties
Leerssen publiceerde in binnen- en buitenland vele artikelen en boeken over nationale stereotypen en over het verband tussen literatuur, historisch besef en nationalisme. In het Limburgs schreef hij een korte roman getiteld 't verhaol Muringe mèt en zónder Paulien (1992) en een verzameling anamnestische verhalen getiteld D'r Herinneringskunstenaer (1999).

### Nederlands (selectie)
- Literatuurgeschiedenis : een hoorcollege over de geschiedenis van de Europese letteren. Den Haag: Home Academy Publishers / 2007  8 cd’s  ISBN 978-90-8530-0618
- Nationaal denken in Europa : een cultuurhistorische schets Amsterdam: Amsterdam University Press / 1999  ISBN 978-90-5356-397-7
- De bronnen van het vaderland : taal, literatuur en de afbakening van Nederland, 1806-1890 Nijmegen: Vantilt / 2006, 2e ed. 2011 ISBN 9789077503485
- Historische verkenning van Mheer. Geschreven samen met Wim Senden. Maastricht: Gadet/1995 ISBN 90 70469 03 0
- Spiegelpaleis Europa. Europese cultuur als mythe en beeldvorming. Nijmegen: Vantilt / 2011 ISBN 9789460040696

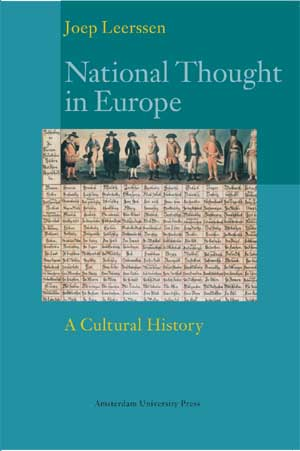
Omslag van boek Leerssen met index gelinkt aan Wikipedia

### Andere talen (selectie)
- Encyclopedia of Romantic Nationalism in Europe (2 vols Amsterdam, ²2022)
- National thought in Europe : a cultural history Amsterdam: Amsterdam University Press / 2018  ISBN 978 90 5356 956 6[1]
- Imagology. The cultural construction and literary representation of national characters. A critical survey, in samenwerking met Manfred Beller (Eds.) Amsterdam/New York, 2007  ISBN 978 90 420 2317 8 (hardbound),  ISBN 978 90 420 2318 5 (paperback)
- Historians and Social Values in samenwerking met Ann Rigney (Eds.)  Amsterdam: Amsterdam University Press / 2000 ISBN 978 90 5356 451 6
- Remembrance and imagination : patterns in the historical and literary representation of Ireland in the nineteenth century Cork: Cork University Press, in samenwerking met Field Day / 1996  ISBN 978 18 5918 11 19
- Mere Irish and Fíor-Ghael : studies in the idea of Irish nationality, its development and literary expression prior to the nineteenth century [2nd ed.] / Cork: Cork University Press / 1986/1996 ISBN 9781859181126
- Remous révolutionnaires: République batave, armée française, in samenwerking met Annie Jourdan (Eds.) Amsterdam: Amsterdam University Press / 1996
- Machiavelli: Figure-Reputation, in samenwerking met Menno Spiering (Eds.) Amsterdam/Atlanta: Rodopi, 1996 ISBN 978-90-5183-996-8
- The 'contention of the Bards' and its place in Irish political and literary history. London: Irish Text Society, 1994.
- National identity : symbol and representations, in samenwerking met Menno Spiering (Eds.) Amsterdam/Atlanta: Rodopi, 1991 ISBN 978-90-5183-254-9
- Komparatistik in Grossbritannien, 1800-1950 / Bouvier Verlag Herbert Grundmann / 1984

## Trivia
- Joep speelt sinds 1971 dwarsfluit in de Koninklijke Harmonie Sint Cecilia van Mheer.